# Joachim Andersen (calciatore)
Joachim Christian Andersen (Frederiksberg, 31 maggio 1996) è un calciatore danese, difensore del Fulham e della nazionale danese.

## Caratteristiche tecniche
È un difensore centrale dotato di qualità, prestanza fisica e personalità, bravo a giocare in marcatura nell'uno contro uno. La sua qualità nel giocare il pallone (anche tramite lanci lunghi) gli consente di essere efficace nei passaggi oltre che di giocare da centrocampista.

## Carriera

### Club

#### Inizi (2011-2017)
Cresciuto nel Midtjylland, nel 2013 si trasferisce nei Paesi Bassi al Twente dove al primo anno gioca in seconda squadra. Debutta in prima squadra il 6 marzo 2015, nel 2-2 sul campo del Willem II. Due settimane dopo, il 22 marzo, alla sua prima partita da titolare segna il suo primo gol in campionato, in un altro 2-2 stavolta con il Groningen. Gioca poi da titolare anche la semifinale di Coppa d'Olanda del 7 aprile persa contro il PEC Zwolle ai tiri di rigore.

#### Sampdoria (2017-2019)
Nell'estate 2017 si trasferisce in Italia, acquistato dalla Sampdoria. Dopo qualche mese di ambientamento, debutta con i blucerchiati in Serie A il 25 febbraio 2018, subentrando all'85' a Bartosz Bereszyński, nella gara vinta per 2-1 contro l'Udinese; l'esordio da titolare avviene il successivo 4 aprile, nella gara vinta per 1-2 a Bergamo contro l'Atalanta.
Dopo una prima stagione con solo 7 presenze, nella seconda diventa titolare della squadra blucerchiata giocando ben 32 partite e ben figurando suscitando l'interesse di grandi club su di lui. Tra l'altro lui in stagione è stato il secondo giocatore per passaggi lunghi riusciti del campionato dopo Marcelo Brozović.

#### Lione e prestito al Fulham (2019-2021)
Dopo essere stato nel mirino del Milan (dove avrebbe ritrovato Marco Giampaolo, suo allenatore nel biennio alla Samp), il 12 luglio 2019 si trasferisce per 26 milioni di euro (più bonus) al Lione, diventando il calciatore danese più pagato di tutti i tempi.
Il 5 ottobre 2020 viene ceduto in prestito al Fulham.

#### Crystal Palace (2021-2024)
Terminata la stagione con i Cottagers, culminata con la retrocessione, si mette comunque in mostra e il 28 luglio 2021 viene ceduto a titolo definitivo al Crystal Palace.

#### Ritorno al Fulham (2024-)
Il 23 agosto 2024 fa ritorno al Fulham con cui sigla un contratto quinquennale.

### Nazionale
Dal 2015 gioca nell'Under-21 danese, dopo aver presenziato nell'Under-16, nell'Under-17, nell'Under-19 e nell'Under-20. Con l'Under-21 ha disputato gli Europei di categoria del 2017 e saltato per infortunio quelli del 2019.
Le sue prestazioni con la Sampdoria non passano inosservate, tanto che nel marzo 2019 riceve la sua prima convocazione dalla nazionale maggiore danese, ma senza debuttare. Il debutto arriva 7 mesi più tardi in amichevole contro il Lussemburgo.

## Statistiche

### Presenze e reti nei club
Statistiche aggiornate al 23 agosto 2024
| Stagione              | Squadra               | Campionato            | Campionato | Campionato | Coppe nazionali | Coppe nazionali | Coppe nazionali | Coppe continentali | Coppe continentali | Coppe continentali | Altre coppe | Altre coppe | Altre coppe | Totale | Totale |
| Stagione              | Squadra               | Comp                  | Pres       | Reti       | Comp            | Pres            | Reti            | Comp               | Pres               | Reti               | Comp        | Pres        | Reti        | Pres   | Reti   |
| --------------------- | --------------------- | --------------------- | ---------- | ---------- | --------------- | --------------- | --------------- | ------------------ | ------------------ | ------------------ | ----------- | ----------- | ----------- | ------ | ------ |
| 2013-2014             | Jong Twente           | EE                    | 21         | 0          | -               | -               | -               | -                  | -                  | -                  | -           | -           | -           | 21     | 0      |
| 2014-2015             | Jong Twente           | EE                    | 17         | 0          | -               | -               | -               | -                  | -                  | -                  | -           | -           | -           | 17     | 0      |
| 2015-2016             | Jong Twente           | EE                    | 7          | 1          | -               | -               | -               | -                  | -                  | -                  | -           | -           | -           | 7      | 1      |
| 2016-2017             | Jong Twente           | TWD                   | 2          | 0          | -               | -               | -               | -                  | -                  | -                  | -           | -           | -           | 2      | 0      |
| Totale Jong Twente    | Totale Jong Twente    | Totale Jong Twente    | 47         | 1          |                 | -               | -               |                    | -                  | -                  |             | -           | -           | 47     | 1      |
| 2014-2015             | Twente                | ED                    | 7          | 1          | CO              | 1               | 0               | UEL                | 0                  | 0                  | -           | -           | -           | 8      | 1      |
| 2015-2016             | Twente                | ED                    | 18         | 1          | CO              | 0               | 0               | -                  | -                  | -                  | -           | -           | -           | 18     | 1      |
| 2016-2017             | Twente                | ED                    | 22         | 2          | CO              | -               | -               | -                  | -                  | -                  | -           | -           | -           | 22     | 2      |
| ago. 2017             | Twente                | ED                    | 2          | 0          | CO              | -               | -               | -                  | -                  | -                  | -           | -           | -           | 2      | 0      |
| Totale Twente         | Totale Twente         | Totale Twente         | 49         | 4          |                 | 1               | 0               |                    | -                  | -                  |             | -           | -           | 50     | 4      |
| 2017-2018             | Sampdoria             | A                     | 7          | 0          | CI              | 1               | 0               | -                  | -                  | -                  | -           | -           | -           | 8      | 0      |
| 2018-2019             | Sampdoria             | A                     | 32         | 0          | CI              | 2               | 0               | -                  | -                  | -                  | -           | -           | -           | 34     | 0      |
| Totale Sampdoria      | Totale Sampdoria      | Totale Sampdoria      | 39         | 0          |                 | 3               | 0               |                    | -                  | -                  |             | -           | -           | 42     | 0      |
| 2019-2020             | O. Lione              | L1                    | 18         | 1          | CF+CdL          | 4+4             | 0+0             | UCL                | 6                  | 1                  | -           | -           | -           | 32     | 2      |
| lug.-ott. 2020        | O. Lione              | L1                    | 3          | 0          | CF              | 0               | 0               | -                  | -                  | -                  | -           | -           | -           | 3      | 0      |
| Totale O. Lione       | Totale O. Lione       | Totale O. Lione       | 21         | 1          |                 | 8               | 0               |                    | 6                  | 1                  |             | -           | -           | 35     | 2      |
| ott. 2020-2021        | Fulham                | PL                    | 31         | 1          | FACup+CdL       | 0+0             | 0+0             | -                  | -                  | -                  | -           | -           | -           | 31     | 1      |
| 2021-2022             | Crystal Palace        | PL                    | 34         | 0          | FACup+CdL       | 4+1             | 0               | -                  | -                  | -                  | -           | -           | -           | 39     | 0      |
| 2022-2023             | Crystal Palace        | PL                    | 32         | 1          | FACup+CdL       | 1+0             | 0               | -                  | -                  | -                  | -           | -           | -           | 33     | 1      |
| 2023-2024             | Crystal Palace        | PL                    | 38         | 2          | FACup+CdL       | 2+0             | 0               | -                  | -                  | -                  | -           | -           | -           | 40     | 2      |
| lug.-ago. 2024        | Crystal Palace        | PL                    | 1          | 0          | FACup+CdL       | -               | -               | -                  | -                  | -                  | -           | -           | -           | 1      | 0      |
| Totale Crystal Palace | Totale Crystal Palace | Totale Crystal Palace | 105        | 3          |                 | 8               | 0               |                    | -                  | -                  |             | -           | -           | 113    | 3      |
| ago. 2024-2025        | Fulham                | PL                    | -          | -          | FACup+CdL       | -               | -               | -                  | -                  | -                  | -           | -           | -           | -      | -      |
| Totale Fulham         | Totale Fulham         | Totale Fulham         | 31         | 1          |                 | -               | -               |                    | -                  | -                  |             | -           | -           | -      | -      |
| Totale carriera       | Totale carriera       | Totale carriera       | 292        | 10         |                 | 20              | 0               |                    | 6                  | 1                  |             | -           | -           | 318    | 11     |

### Cronologia presenze e reti in nazionale
| Cronologia completa delle presenze e delle reti in nazionale ― Danimarca | Cronologia completa delle presenze e delle reti in nazionale ― Danimarca | Cronologia completa delle presenze e delle reti in nazionale ― Danimarca | Cronologia completa delle presenze e delle reti in nazionale ― Danimarca | Cronologia completa delle presenze e delle reti in nazionale ― Danimarca | Cronologia completa delle presenze e delle reti in nazionale ― Danimarca | Cronologia completa delle presenze e delle reti in nazionale ― Danimarca | Cronologia completa delle presenze e delle reti in nazionale ― Danimarca |
| Data                                                                     | Città                                                                    | In casa                                                                  | Risultato                                                                | Ospiti                                                                   | Competizione                                                             | Reti                                                                     | Note                                                                     |
| ------------------------------------------------------------------------ | ------------------------------------------------------------------------ | ------------------------------------------------------------------------ | ------------------------------------------------------------------------ | ------------------------------------------------------------------------ | ------------------------------------------------------------------------ | ------------------------------------------------------------------------ | ------------------------------------------------------------------------ |
| 15-10-2019                                                               | Aalborg                                                                  | Danimarca                                                                | 4 – 0                                                                    | Lussemburgo                                                              | Amichevole                                                               | -                                                                        | 83’                                                                      |
| 25-3-2021                                                                | Tel Aviv                                                                 | Israele                                                                  | 0 – 2                                                                    | Danimarca                                                                | Qual. Mondiali 2022                                                      | -                                                                        | 77’                                                                      |
| 28-3-2021                                                                | Herning                                                                  | Danimarca                                                                | 8 – 0                                                                    | Moldavia                                                                 | Qual. Mondiali 2022                                                      | -                                                                        |                                                                          |
| 31-3-2021                                                                | Vienna                                                                   | Austria                                                                  | 0 – 4                                                                    | Danimarca                                                                | Qual. Mondiali 2022                                                      | -                                                                        | 65’                                                                      |
| 6-6-2021                                                                 | Brøndbyvester                                                            | Danimarca                                                                | 2 – 0                                                                    | Bosnia ed Erzegovina                                                     | Amichevole                                                               | -                                                                        | 46’                                                                      |
| 26-6-2021                                                                | Amsterdam                                                                | Galles                                                                   | 0 – 4                                                                    | Danimarca                                                                | Euro 2020 - Ottavi di finale                                             | -                                                                        | 77’                                                                      |
| 3-7-2021                                                                 | Baku                                                                     | Rep. Ceca                                                                | 1 – 2                                                                    | Danimarca                                                                | Euro 2020 - Quarti di finale                                             | -                                                                        | 81’                                                                      |
| 7-7-2021                                                                 | Londra                                                                   | Inghilterra                                                              | 2 – 1 dts                                                                | Danimarca                                                                | Euro 2020 - Semifinale                                                   | -                                                                        | 79’                                                                      |
| 1-9-2021                                                                 | Copenaghen                                                               | Danimarca                                                                | 2 – 0                                                                    | Scozia                                                                   | Qual. Mondiali 2022                                                      | -                                                                        |                                                                          |
| 7-9-2021                                                                 | Copenaghen                                                               | Danimarca                                                                | 5 – 0                                                                    | Israele                                                                  | Qual. Mondiali 2022                                                      | -                                                                        |                                                                          |
| 9-10-2021                                                                | Chișinău                                                                 | Moldavia                                                                 | 0 – 4                                                                    | Danimarca                                                                | Qual. Mondiali 2022                                                      | -                                                                        | 65’                                                                      |
| 26-3-2022                                                                | Amsterdam                                                                | Paesi Bassi                                                              | 4 – 2                                                                    | Danimarca                                                                | Amichevole                                                               | -                                                                        |                                                                          |
| 29-3-2022                                                                | Copenaghen                                                               | Danimarca                                                                | 3 – 0                                                                    | Serbia                                                                   | Amichevole                                                               | -                                                                        | 66’                                                                      |
| 3-6-2022                                                                 | Saint-Denis                                                              | Francia                                                                  | 1 – 2                                                                    | Danimarca                                                                | UEFA Nations League 2022-2023 - 1º turno                                 | -                                                                        |                                                                          |
| 6-6-2022                                                                 | Vienna                                                                   | Austria                                                                  | 1 – 2                                                                    | Danimarca                                                                | UEFA Nations League 2022-2023 - 1º turno                                 | -                                                                        |                                                                          |
| 10-6-2022                                                                | Copenaghen                                                               | Danimarca                                                                | 0 – 1                                                                    | Croazia                                                                  | UEFA Nations League 2022-2023 - 1º turno                                 | -                                                                        | 67’                                                                      |
| 13-6-2022                                                                | Copenaghen                                                               | Danimarca                                                                | 2 – 0                                                                    | Austria                                                                  | UEFA Nations League 2022-2023 - 1º turno                                 | -                                                                        | 63’                                                                      |
| 22-9-2022                                                                | Zagabria                                                                 | Croazia                                                                  | 2 – 1                                                                    | Danimarca                                                                | UEFA Nations League 2022-2023 - 1º turno                                 | -                                                                        |                                                                          |
| 25-9-2022                                                                | Copenaghen                                                               | Danimarca                                                                | 2 – 0                                                                    | Francia                                                                  | UEFA Nations League 2022-2023 - 1º turno                                 | -                                                                        |                                                                          |
| 22-11-2022                                                               | Al Rayyan                                                                | Danimarca                                                                | 0 – 0                                                                    | Tunisia                                                                  | Mondiali 2022 - 1º turno                                                 | -                                                                        |                                                                          |
| 26-11-2022                                                               | Doha                                                                     | Francia                                                                  | 2 – 1                                                                    | Danimarca                                                                | Mondiali 2022 - 1º turno                                                 | -                                                                        |                                                                          |
| 30-11-2022                                                               | Al Wakrah                                                                | Australia                                                                | 1 – 0                                                                    | Danimarca                                                                | Mondiali 2022 - 1º turno                                                 | -                                                                        |                                                                          |
| 16-6-2023                                                                | Copenaghen                                                               | Danimarca                                                                | 1 – 0                                                                    | Irlanda del Nord                                                         | Qual. Euro 2024                                                          | -                                                                        |                                                                          |
| 7-9-2023                                                                 | Copenaghen                                                               | Danimarca                                                                | 4 – 0                                                                    | San Marino                                                               | Qual. Euro 2024                                                          | -                                                                        |                                                                          |
| 10-9-2023                                                                | Helsinki                                                                 | Finlandia                                                                | 0 – 1                                                                    | Danimarca                                                                | Qual. Euro 2024                                                          | -                                                                        | 90+4’                                                                    |
| 14-10-2023                                                               | Copenaghen                                                               | Danimarca                                                                | 3 – 1                                                                    | Kazakistan                                                               | Qual. Euro 2024                                                          | -                                                                        |                                                                          |
| 17-10-2023                                                               | Serravalle                                                               | San Marino                                                               | 1 – 2                                                                    | Danimarca                                                                | Qual. Euro 2024                                                          | -                                                                        |                                                                          |
| 17-11-2023                                                               | Copenaghen                                                               | Danimarca                                                                | 2 – 1                                                                    | Slovenia                                                                 | Qual. Euro 2024                                                          | -                                                                        |                                                                          |
| 20-11-2023                                                               | Belfast                                                                  | Irlanda del Nord                                                         | 2 – 0                                                                    | Danimarca                                                                | Qual. Euro 2024                                                          | -                                                                        | 90+2’                                                                    |
| 23-3-2024                                                                | Copenaghen                                                               | Danimarca                                                                | 0 – 0                                                                    | Svizzera                                                                 | Amichevole                                                               | -                                                                        | 45+1’                                                                    |
| 5-6-2024                                                                 | Copenaghen                                                               | Danimarca                                                                | 2 – 1                                                                    | Svezia                                                                   | Amichevole                                                               | -                                                                        | 46’                                                                      |
| 8-6-2024                                                                 | Brøndbyvester                                                            | Danimarca                                                                | 3 – 1                                                                    | Norvegia                                                                 | Amichevole                                                               | -                                                                        |                                                                          |
| 16-6-2024                                                                | Stoccarda                                                                | Slovenia                                                                 | 1 – 1                                                                    | Danimarca                                                                | Euro 2024 - 1º turno                                                     | -                                                                        |                                                                          |
| 20-6-2024                                                                | Francoforte sul Meno                                                     | Danimarca                                                                | 1 – 1                                                                    | Inghilterra                                                              | Euro 2024 - 1º turno                                                     | -                                                                        |                                                                          |
| 25-6-2024                                                                | Monaco di Baviera                                                        | Danimarca                                                                | 0 – 0                                                                    | Serbia                                                                   | Euro 2024 - 1º turno                                                     | -                                                                        |                                                                          |
| 29-6-2024                                                                | Dortmund                                                                 | Germania                                                                 | 2 – 0                                                                    | Danimarca                                                                | Euro 2024 - Ottavi di finale                                             | -                                                                        | 57’                                                                      |
| 5-9-2024                                                                 | Copenaghen                                                               | Danimarca                                                                | 2 – 0                                                                    | Svizzera                                                                 | UEFA Nations League 2024-2025 - 1º turno                                 | -                                                                        |                                                                          |
| 8-9-2024                                                                 | Copenaghen                                                               | Danimarca                                                                | 2 – 0                                                                    | Serbia                                                                   | UEFA Nations League 2024-2025 - 1º turno                                 | -                                                                        | 51’                                                                      |
| 15-11-2024                                                               | Copenaghen                                                               | Danimarca                                                                | 1 – 2                                                                    | Spagna                                                                   | UEFA Nations League 2024-2025 - 1º turno                                 | -                                                                        | 90’                                                                      |
| 20-3-2025                                                                | Copenaghen                                                               | Danimarca                                                                | 1 – 0                                                                    | Portogallo                                                               | UEFA Nations League 2024-2025 - Quarti di finale                         | -                                                                        |                                                                          |
| 23-3-2025                                                                | Lisbona                                                                  | Portogallo                                                               | 5 – 2 dts                                                                | Danimarca                                                                | UEFA Nations League 2024-2025 - Quarti di finale                         | -                                                                        | 105+3’                                                                   |
| 7-6-2025                                                                 | Copenaghen                                                               | Danimarca                                                                | 2 – 1                                                                    | Irlanda del Nord                                                         | Amichevole                                                               | -                                                                        | 65’                                                                      |
| 10-6-2025                                                                | Odense                                                                   | Danimarca                                                                | 5 – 0                                                                    | Lituania                                                                 | Amichevole                                                               | -                                                                        | 46’                                                                      |
| Totale                                                                   |                                                                          | Presenze                                                                 | 43                                                                       |                                                                          | Reti                                                                     | 0                                                                        |                                                                          |